# 포르투갈 올림픽 위원회
포르투갈 올림픽 위원회(포르투갈어: Comité Olímpico de Portugal)는 포르투갈의 국가 올림픽 위원회이다. IOC 코드는 POR이다. 본부는 리스본에 있으며 유럽 올림픽 위원회에 소속되어 있다.
1909년 10월 26일에 설립되었으며 같은 해에 국제 올림픽 위원회의 승인을 받았다. 30개 국가 올림픽 종목 연맹과 34개 국가 비올림픽 종목 연맹이 소속되어 있으며 포르투갈의 스포츠 발전을 담당한다. 또한 올림픽, 유러피언 게임을 비롯한 국제 스포츠 대회에 참가하는 포르투갈의 선수들을 대표한다.

## 같이 보기
- 올림픽 포르투갈 선수단